# Веймер, Тон
Антониюс Фредерик (Тон) Веймер (нидерл. Antonius Frederik "Ton" Weijmer; родился 27 мая 1947 года) — нидерландский футболист, игравший на позициях полузащитника и защитника, выступал за команды «Аякс» и «Вагенинген».

## Клубная карьера
Тон Веймер начинал футбольную карьеру в клубе ОСВ из Остзана, а летом 1966 года перешёл в «Аякс». 19-летний крайний полузащитник дебютировал 7 августа во время товарищеского матча с болгарским ЦСКА, выйдя в стартовом составе. Встреча проходила на «Де Мере» и завершилась победой его команды со счётом 7:1. Один из голов был на счету Веймера.
В чемпионате Нидерландов Тони впервые сыграл 14 августа 1966 года в матче первого тура с «Элинвейком», выйдя на замену вместо Йохана Кройфа на 40-й минуте. Встреча завершилась победой амстердамцев со счётом 0:7. В следующем сезоне он выступал за резерв «Аякс 2».
В июне 1968 года «Аякс» выставил игрока на трансфер. Через месяц Веймер подписал контракт с клубом «Вагенинген», в котором на протяжении трёх сезонов играл в защите.